# Monumentul funerar al lui I. Kireev (Șișcani)
Monumentul funerar al lui I. Kireev este un monument amplasat în Șișcani, raionul Nisporeni, Republica Moldova. Este un monument istoric de importanță națională inclus în Registrul monumentelor Republicii Moldova ocrotite de stat cu nr. 925 (raionul Nisporeni). Datează din 1824.